# Лапидус, Игорь Викторович
Игорь Викторович Лапидус (2 июля 1964) — советский и российский футболист, полузащитник, судья.
Практически всю карьеру провёл в клубе «Уралан» Элиста. В 1985—1989 годах во второй лиге сыграл провёл 164 игры, забил 13 голов. Во второй низшей лиге в 1990—1001 годах в 69 играх забил три гола. В первой лиге России в 1992—1995 годах сыграл 138 матчей, забил шесть голов. Завершил карьеру в 1996 году в клубе второй лиги «Волгодонск».
В 1998—2011 годах — футбольный судья. В основном работал помощником судьи. В этом качестве провёл один матч еврокубков — 23 июля 2009 игру 2 квалификационного раунда Лиги Европы «Црвена Звезда» — «Рудар» (4:0) в команде Максима Лаюшкина. В 2012—2025 годах - инспектор.